# Thomas Henry
Thomas Henry (ur. 20 września 1994 w Argenteuil) – francuski piłkarz, występujący na pozycji napastnika we włoskim klubie Hellas Verona. Wychowanek Beauvais, w trakcie swojej kariery grał także w takich zespołach, jak Fréjus Saint-Raphaël, Nantes, Chambly, Tubize, OH Leuven oraz Venezia FC.